# Самоа на летних Олимпийских играх 1992
Самоа принимала участие в Летних Олимпийских играх 1992 года в Барселоне (Испания) в третий раз за свою историю, но не завоевала ни одной медали. Страну представляли 5 спортсменов, принимавших участие в соревнованиях по боксу и тяжёлой атлетике.

## Бокс
Спортсменов — 3
| Спортсмен       | Категория | 1/16 финала                  | 1/8 финала            | Четвертьфинал        | Полуфинал            | Финал                |
| Спортсмен       | Категория | Соперник и результат         | Соперник и результат  | Соперник и результат | Соперник и результат | Соперник и результат |
| --------------- | --------- | ---------------------------- | --------------------- | -------------------- | -------------------- | -------------------- |
| Маселино Туифао | 67 кг     | -                            | Майкл Каррут Пор 2:11 | Не прошёл            | Не прошёл            | Не прошёл            |
| Ликоу Алиу      | 75 кг     | Раймонд Джовал Пор RSC       | Не прошёл             | Не прошёл            | Не прошёл            | Не прошёл            |
| Эмилио Лети     | 91 кг     | Арнольд Вандерлийде Пор 0:14 | Не прошёл             | Не прошёл            | Не прошёл            | Не прошёл            |

## Тяжёлая атлетика
Спортсменов — 2
| Спортсмен         | Категория | Масса | Рывок | Рывок | Рывок | Толчок | Толчок | Толчок | Всего | Место |
| Спортсмен         | Категория | Масса | 1     | 2     | 3     | 1      | 2      | 3      | Всего | Место |
| ----------------- | --------- | ----- | ----- | ----- | ----- | ------ | ------ | ------ | ----- | ----- |
| Маркус Стивен     | 60 кг     | 59,85 | 112.5 | 117.5 | 122.5 | 147.5  | 152.5  | 157.5  | 275   | 9     |
| Джеремия Уоллворк | 100 кг    | 95,80 | 125   | 125   | 130   | 152.5  | 160    | 165    | 290   | 20    |